# رسائل القذف والسب

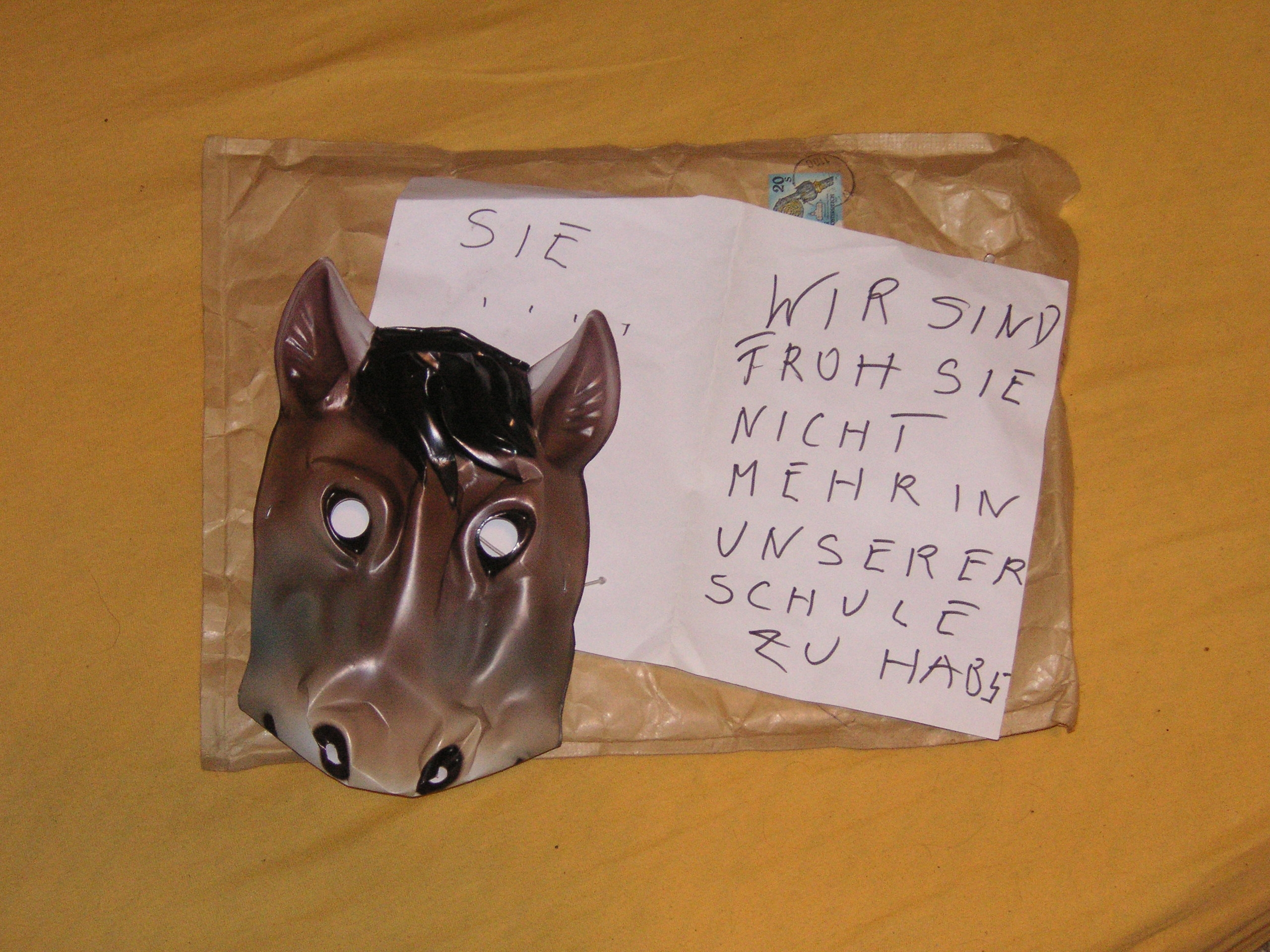

رسائل القَذفِ والَسَبِّ* هي رسالة أو ملاحظة تحتوي على بيانات أو اتهامات غير سارة أو مسيئة أو ضارة حول المستلم أو جهة خارجية. وعادة ما يتم إرسالها من قِبَل مجهول.
يُطلَق على رسائل القذف والسب مصطلح «قلم الرسائل السامة» و يتم استخدام كلمة السم هُنا مجازيًا، وليس حرفيًا. عادة ما يتم تكوين رسائل القذف السامة وإرسالها لإزعاج المتلقي.
كما أنها تختلف عن الابتزاز والذي يهدف إلى الحصول على شيء من المستلِم في المقابل، رسائل القذف والسب هي ضارة بحتة.
في المملكة المتحدة ، يُغطي القسم 1 من قانون الاتصالات الضارة لعام 1988م  معظم حالات رسائل القذف والسب  